# Fiat Brava
Pour les articles homonymes, voir Brava.
La Fiat Brava et son dérivé à 3 portes Bravo sont des automobiles fabriquées par le constructeur italien Fiat entre 1995 et 2001.
La Fiat Brava a été élue voiture européenne de l'année en 1996, avec la Bravo.
Elle forme une famille de véhicule avec les Fiat Bravo et Marea / Marea Weekend, partageant le même tableau de bord et la même plate-forme technique.

## Histoire
La Fiat Bravo est une voiture à tendance sportive avec une carrosserie plus basse reprenant les lignes d'un Coupé, la Fiat Brava est une voiture plus familiale à 5 portes. Elles remplacent la gamme Fiat Tipo.
La Bravo et la Brava furent des modèles novateurs dans le style (dû à Chris Bangle, qui partit ensuite chez BMW) et d'un bon niveau qualitatif, même si l'on peut regretter que le constructeur ne les ait pas suffisamment soutenues d'un point de vue commercial, en ne les dotant pas toujours des dernières nouveautés attendues par les automobilistes friands de berlines plus traditionnelles. 
Les Golf IV et Opel Astra II lancées en 1997 leur font très mal, et les ventes baissent sensiblement. D'autant plus qu'à équipement égal, la Golf IV TDI 90 coûte moins cher que la Brava TD 100 ! Face à elles, les Bravo/Brava souffrent de leur habitacle nettement moins cossu, de l'absence de certains équipements comme le volant réglable en profondeur, l'ordinateur de bord voire du GPS, même en option. Face à la modernité sérieuse des Germaniques, les Bravo/Brava seront dès lors marginalisées, perçues comme des choix alternatifs et non par défaut. Ainsi, si la Bravo continuera à connaître un certain succès grâce à sa ligne, la Brava, jugée peu séduisante de l'arrière, voire ringarde malgré des éléments de design intéressants (avec ses feux arrière nettement inspirés de la Nissan BE-1), souffrira plus. Le public aurait probablement préféré une Bravo 5 portes, avec cet arrière à feux tridimensionnels largement copié ensuite.
La première série fut présentée en 1995 avec un large choix de moteurs essence : un nouveau moteur de 1 370 cm3 et 12 soupapes développant 80 ch, un 1 581 cm3 à 16 soupapes de 103 ch, un 1 747 cm3 à 16 soupapes de 113 ch (en 7 et 9 CV suivant les démultiplications de boîte choisies) et, au sommet de la gamme, un 5-cylindres 1 998 cm3 à 20 soupapes, monté uniquement sur la Bravo HGT, qui développait 147 ch et permettait une vitesse maximale de 218 km/h. Elle est dotée d'un seul moteur diesel, un 1 929 cm3 à 8 soupapes et 65 ch, qui sera rapidement remplacé par deux moteurs turbo 1 910 cm3 développant 75 et 100 ch.
En 1996, la plate-forme de la Bravo/Brava servit de base à la Fiat Marea, remplaçante de la Fiat Tempra, qui sera assez peu recherchée, sauf dans sa version break Week end. Une autre automobile utilisera les épures de suspension des Bravo/Brava, ce sera le Fiat Multipla, lancée en 1998, monospace à 6 places sur deux rangées de sièges parfaitement identiques.
Plus dynamique sur le plan des qualités routières que la Tipo dont elle reprend la plate-forme et qu'elle remplace, dotée de moteurs vifs, d'un style original et très moderne, d'un équipement complet, d'une très bonne habitabilité et d'une qualité dans la très bonne moyenne de cette époque, le tout pour un prix attractif, la Bravo/Brava reçut le titre européen de voiture de l'année 1996.

### Seconde série
Même si l'on ne peut véritablement parler de seconde série, la Bravo/Brava a bénéficié d'un léger restylage en 1998, très peu visible à l'extérieur, mais plus sensible dans sa structure. En effet, ce ne sont pas moins de 1 700 composants qui ont été revus et redessinés et 700 autres entièrement remplacés. Il faut ajouter l'adjonction d'un nouveau moteur 1 242 cm3 à 16 soupapes de 82 ch déjà monté sur la Fiat Punto en remplacement du précédent 1 370 cm3 ainsi que de nouveaux matériaux de la planche de bord. Côté motorisation diesel, les nouveaux moteurs « JTD common rail » font leur apparition, ce qui procurera à la voiture une sérieuse réputation d'économie d'utilisation. Malheureusement, leur couple sera limité volontairement pour laisser l'avantage aux Alfa 145/146 JTD, dotées du même bloc. Surtout, ces modifications, peu visibles, s'avèrent bien trop discrètes pour relancer la carrière des Bravo et Brava.
À partir de l'an 2000, la situation financière du groupe Fiat se détériore et le début de l'alliance avec General Motors se concrétise. La gamme Bravo/Brava n'est plus une priorité du secteur Fiat Auto et les ventes commencent à décliner. La concurrence devient plus forte, venant de nouveaux modèles comme les Ford Focus et Peugeot 307. La production des Bravo et Brava est ainsi arrêtée en fin d'année 2001. Le modèle sera remplacé par la Fiat Stilo, qui représentera une nette amélioration au niveau de la qualité mais qui sera présentée le 11 septembre, date funeste s'il en est. De plus le design de la carrosserie, tranchant complètement avec l'esprit italien, ne sera pas compris et ne recevra jamais les faveurs d'un public déconcerté par cette voiture au demeurant très réussie techniquement et dont les propriétaires ne tarissent pas d'éloges sur ses qualités réelles.
Le nom Bravo sera, comme en d'autres occasions, repris par Fiat pour un nouveau modèle présenté en 2007, la Fiat Bravo II.

### La Fiat Bravo/Brava I dans le monde
Outre sa fabrication dans les usines italiennes, ce modèle a également été construit dans d'autres pays :
- Brésil produire par la filiale Fiat Automoveïs de 1999 jusqu'en 2003 pour l'ensemble des marchés d'Amérique latine[2],[3] ;
- Turquie assemblée en CKD par Fiat-Tofas, de 1999 à 2002 pour le marché local ;
- Pologne, où les Bravo et Brava ont été fabriquées en CKD à l'ex-usine FSM de Tychy[4],[5].

#### Motorisations au Brésil
- Brava SX  1.6 16v (106 ch).
- Brava ELX 1.6 16v (106 ch).
- Brava HGT 1.8 16v (132 ch) (le même moteur qui équipe la Fiat Marea SX brésilienne, qui disposait initialement de 127 ch en raison d'un système de taxation très restrictif).

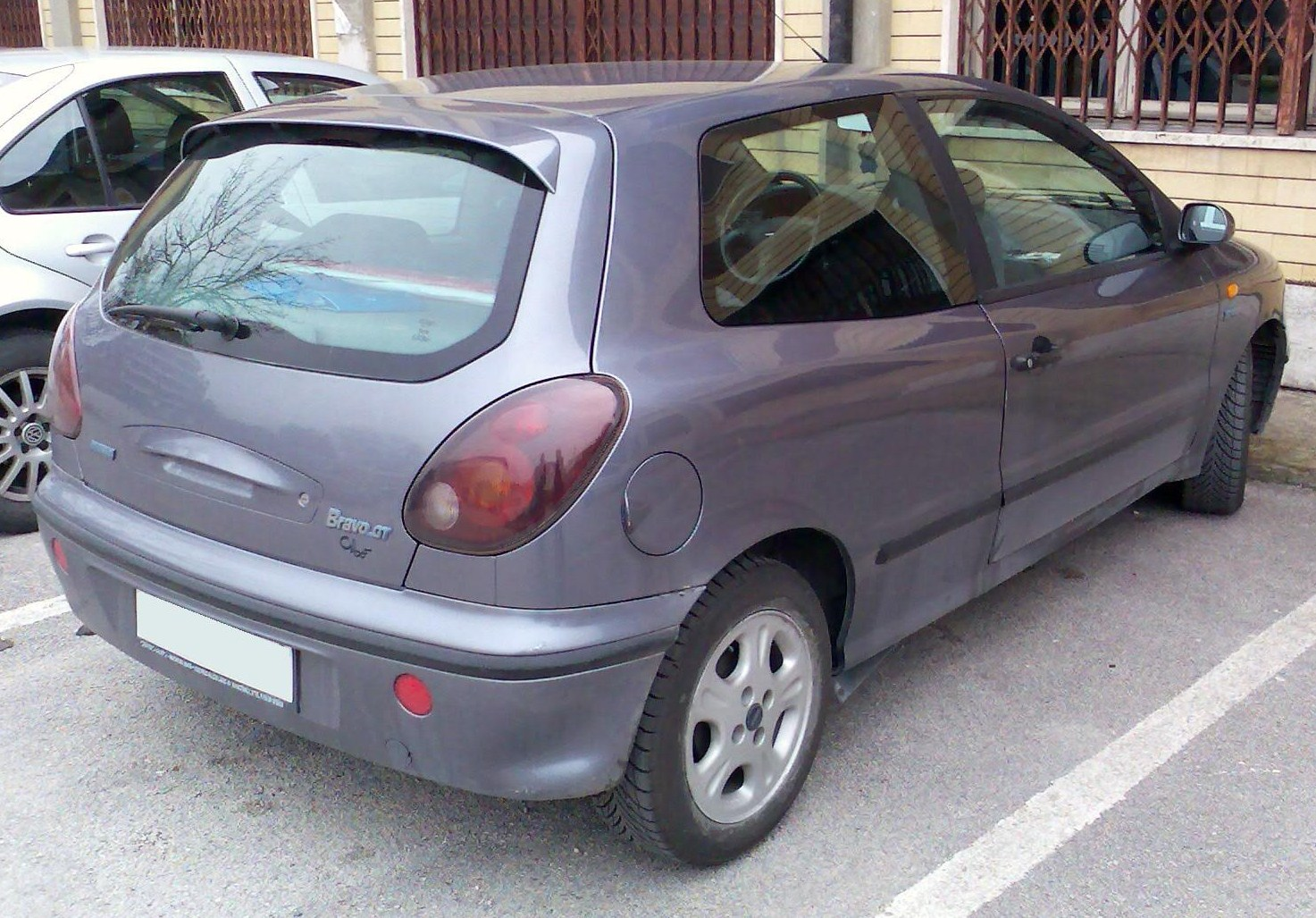
Fiat Bravo I.
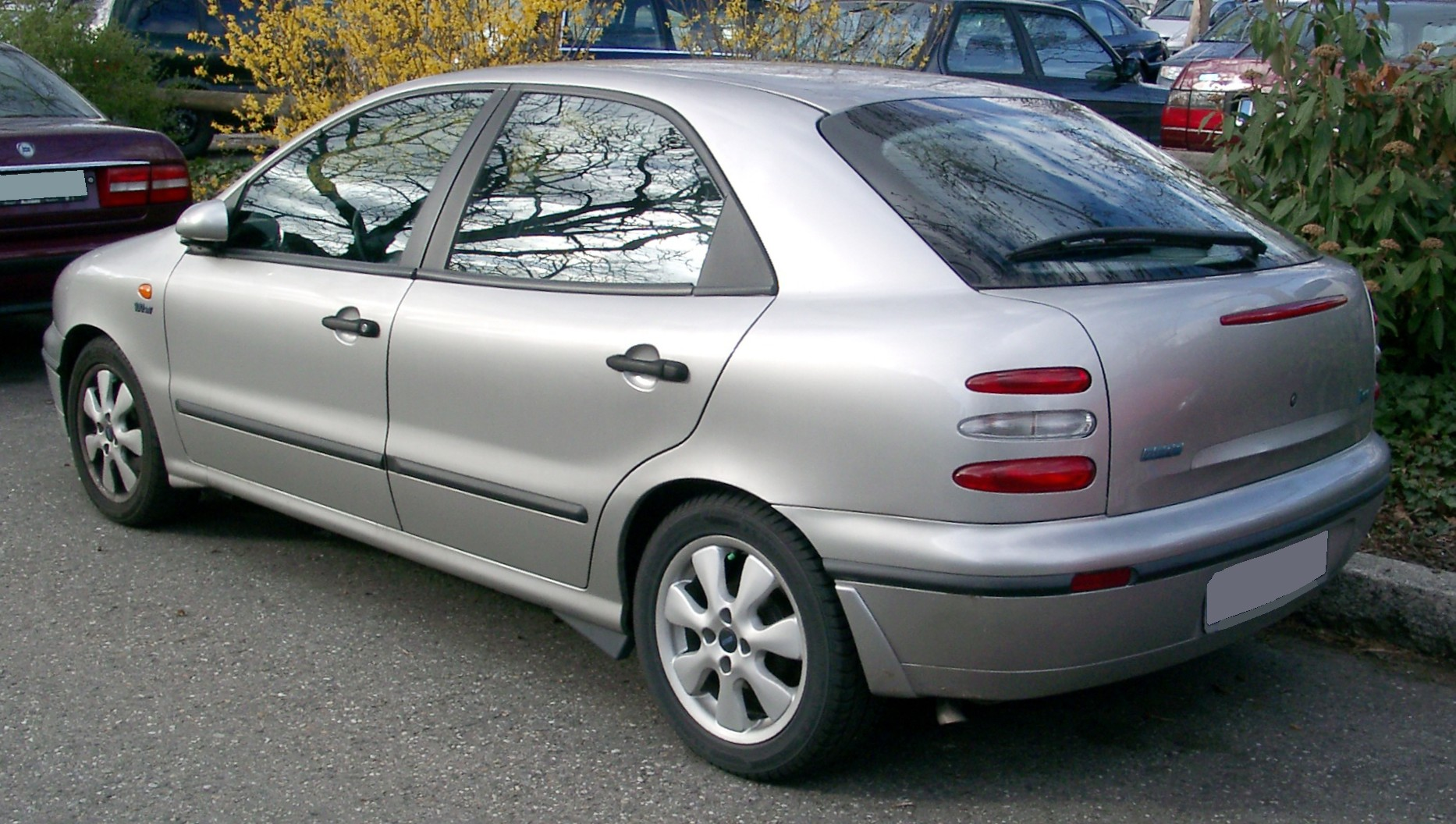
Fiat Brava.
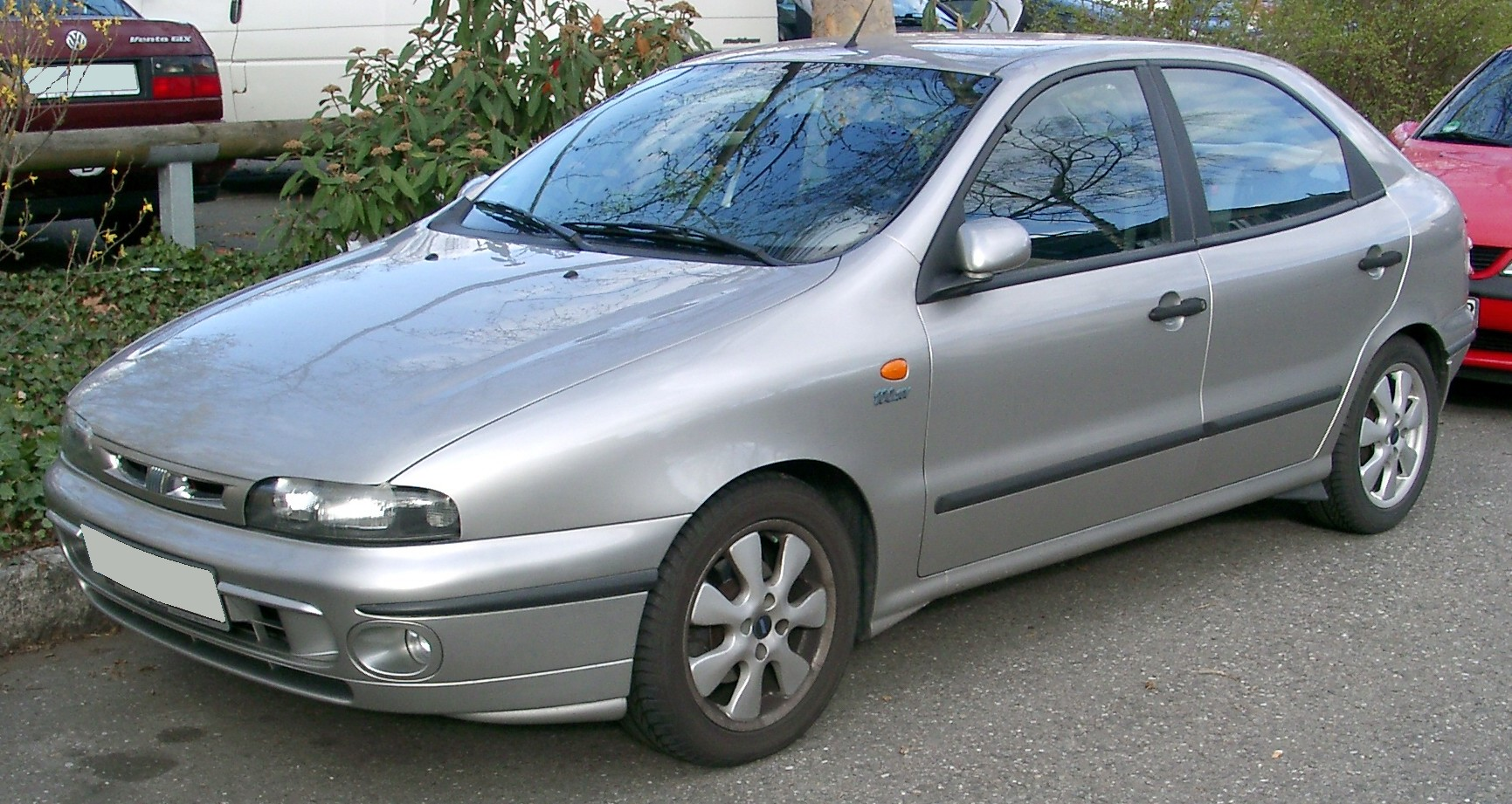
Fiat Brava.

## Phase I (1995-1998)

### Motorisations

#### Essence
| Modèle  | Moteur        | Puissance fiscale | Cylindrée | Puissance             | Couple                 | 0 à 100 km/h | Vitesse maxi | Nota        |
| ------- | ------------- | ----------------- | --------- | --------------------- | ---------------------- | ------------ | ------------ | ----------- |
| 1.4 12v | Fiat 182A3-4L | 7 CV              | 1 370 cm3 | 80 ch à 6 000 tr/min  | 112 N m à 2 750 tr/min | 13,9 s       | 170 km/h     | 1995 - 1998 |
| 1.6 16v | Fiat 182A4-4L | 7 CV              | 1 581 cm3 | 103 ch à 5 750 tr/min | 144 N m à 4 000 tr/min | 11,5 s       | 180 km/h     | 1995 - 1998 |
| 1.8 16v | Fiat 182A2-4L | 7 CV ou 9 CV      | 1 747 cm3 | 113 ch à 5 800 tr/min | 154 N m à 4 400 tr/min | 10,3 s       | 190 km/h     | 1995 - 1998 |

#### Diesel
| Modèle | Moteur        | Puissance fiscale | Cylindrée | Puissance             | Couple                 | 0 à 100 km/h | Vitesse maxi | Nota        |
| ------ | ------------- | ----------------- | --------- | --------------------- | ---------------------- | ------------ | ------------ | ----------- |
| 1.9 D  | Fiat 160A7-4L | 7 CV              | 1 929 cm3 | 65 ch à 4 600 tr/min  | 120 N m à 2 000 tr/min | 17,8 s       | 155 km/h     | 1995 - 1997 |
| TD 75  | Fiat 182A8-4L | 5 CV              | 1 910 cm3 | 75 ch à 4 200 tr/min  | 147 N m à 2 750 tr/min | 15,1 s       | 165 km/h     | 1996 - 1998 |
| TD 100 | Fiat 182A8-4L | 7 CV              | 1 910 cm3 | 100 ch à 4 200 tr/min | 200 N m à 2 250 tr/min | 11 s         | 180 km/h     | 1996 - 1998 |

### Finitions

#### S
Entre autres équipements de base :
- Airbag conducteur
- Direction assistée
- Autoradio K7 avec 2 haut-parleurs

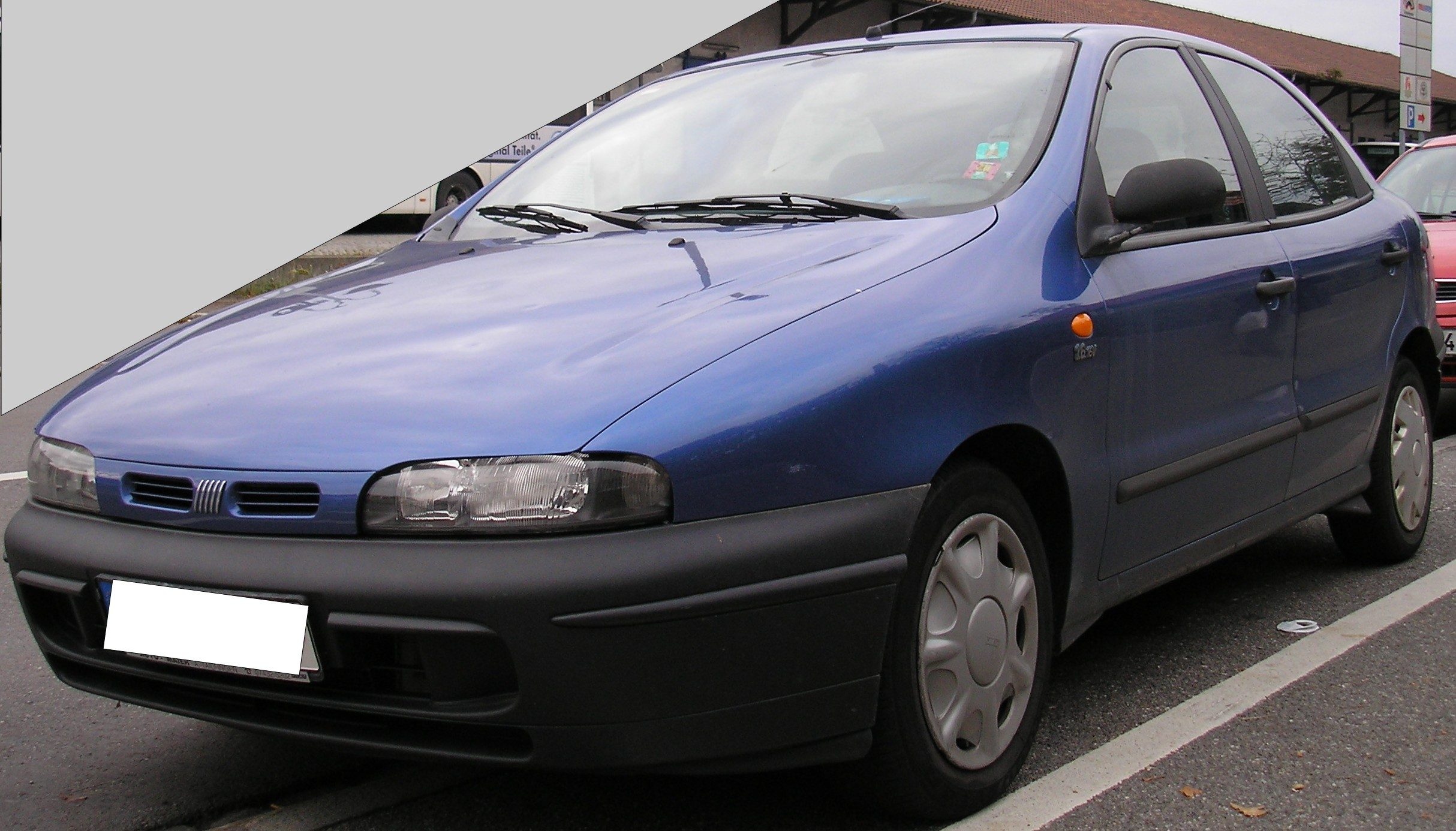
Fiat Brava S

- Siège conducteur réglable en hauteur
- Volant réglable en hauteur
- Appuie-têtes avant
- Miroir de courtoisie passager sur pare-soleil
- Lunette arrière dégivrante

#### SX
S +
- Banquette arrière modulable ⅓ - ⅔

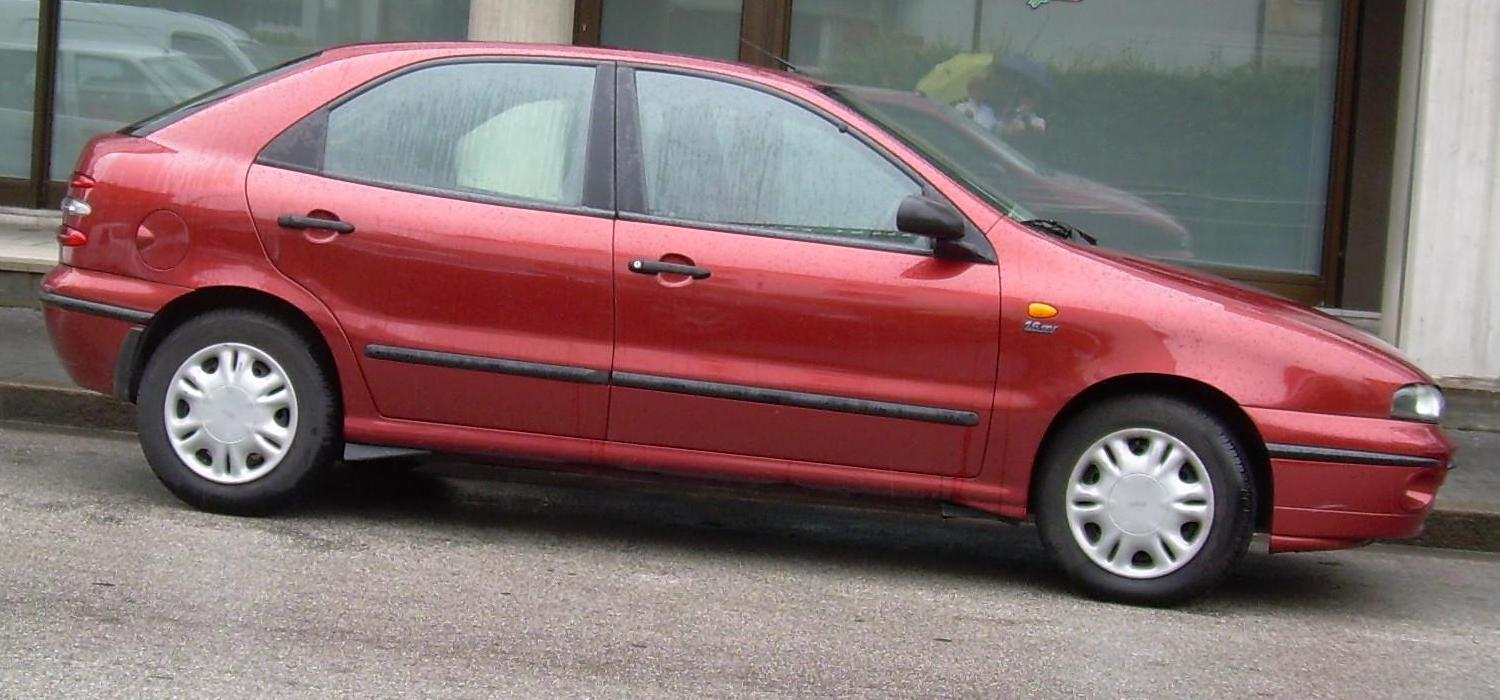
Fiat Brava SX

- Compte-tours électronique (sauf motorisation 1.9 D)
- Verrouillage centralisé
- Plafonnier avec 2 spots de lecture
- Vitres avant électriques
- Pare-chocs couleur carrosserie
- 3 appuie-têtes arrière réglables en hauteur
- Barre anti-intrusion des bagages dans la banquette arrière

#### ELX
SX +

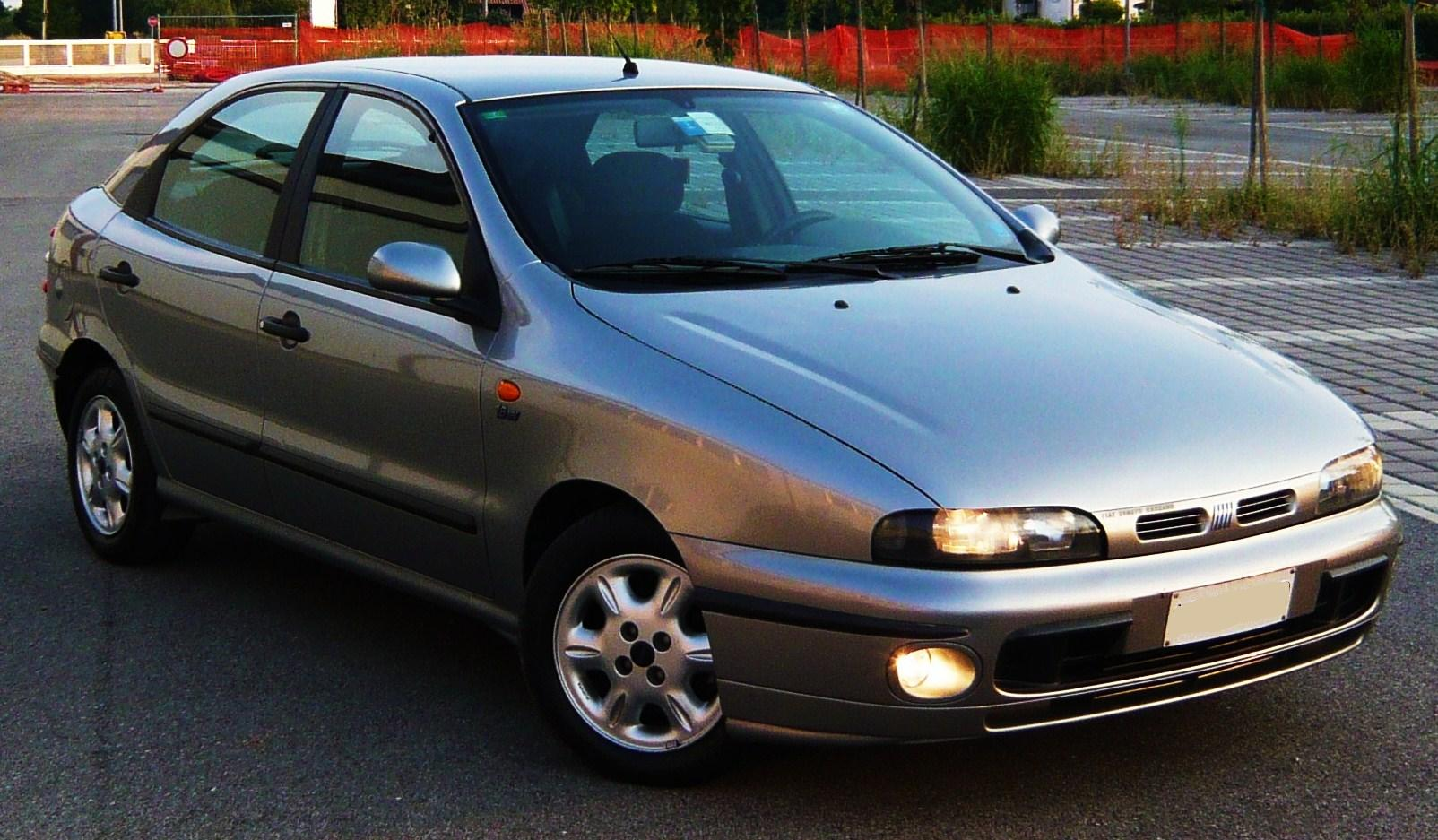
Fiat Brava ELX

- Rétroviseurs électriques et dégivrants
- Autoradio K7 avec 6 haut-parleurs et pilotage de changeur CD
- Climatisation manuelle avec filtre anti-pollen
- Moniteur électronique de contrôle (éclairage extérieur, portes et hayon)
- Planche de bord thermo-gainée souple
- Sellerie velours
- Rhéostat d'éclairage de l'instrumentation de bord
- Vitre conducteur automatique
- Réglage lombaire (siège conducteur) et support lombaire auto-adaptable (passager)
- Moquette spécifique
- Boîte à gants fermant à clé
- Rétroviseurs couleur carrosserie
- Projecteurs antibrouillard

#### Options disponibles
- Sellerie cuir
- Vitres arrière électriques
- Peinture métallisée
- Toit ouvrant électrique
- Jantes en alliage
- Airbag passager
- Alarme
- ABS Bosch

#### Séries limitées / spéciales

##### Anniversaire
- Année : 1997
- Motorisation : 1.6 16v 103 ch
- Équipement : Finition SX + peinture métallisée + antibrouillards avant + rétroviseurs électriques et couleur carrosserie + ABS + airbag passager + radio CD

## Phase II (1998-2001)

### Motorisations

#### Essence
| Modèle       | Moteur        | Puissance fiscale | Cylindrée | Puissance             | Couple                 | 0 à 100 km/h | Vitesse maxi | Nota        |
| ------------ | ------------- | ----------------- | --------- | --------------------- | ---------------------- | ------------ | ------------ | ----------- |
| 80 16v       | Fiat 188A1 4L | 6 CV              | 1 242 cm3 | 82 ch à 5 500 tr/min  | 113 N m à 4 250 tr/min | 13 s         | 170 km/h     | 1998 - 2001 |
| 100 16v      | Fiat 182A4-4L | 7 CV              | 1 581 cm3 | 103 ch à 5 750 tr/min | 144 N m à 4 000 tr/min | 11,5 s       | 180 km/h     | 1998 - 2000 |
| 100 16v      | Fiat 182B6-4L | 7 CV              | 1 596 cm3 | 103 ch à 5 750 tr/min | 145 N m à 4 000 tr/min | 11,5 s       | 185 km/h     | 2000 - 2001 |
| 100 16v auto | Fiat 182A4-4L | 8 CV              | 1 581 cm3 | 103 ch à 5 750 tr/min | 144 N m à 4 000 tr/min | 12,2 s       | 180 km/h     | 1998 - 2001 |
| 115 16v      | Fiat 182A2-4L | 8 CV              | 1 747 cm3 | 113 ch à 5 800 tr/min | 154 N m à 4 400 tr/min | 10,3 s       | 190 km/h     | 1998 - 2000 |

#### Diesel
| Modèle  | Moteur        | Puissance fiscale | Cylindrée | Puissance             | Couple                 | 0 à 100 km/h | Vitesse maxi | Nota        |
| ------- | ------------- | ----------------- | --------- | --------------------- | ---------------------- | ------------ | ------------ | ----------- |
| TD 75   | Fiat 182A8-4L | 5 CV              | 1 910 cm3 | 75 ch à 4 200 tr/min  | 147 N m à 2 750 tr/min | 15,1 s       | 165 km/h     | 1998 - 2000 |
| TD 100  | Fiat 182A8-4L | 7 CV              | 1 910 cm3 | 100 ch à 4 200 tr/min | 200 N m à 2 250 tr/min | 11 s         | 180 km/h     | 1998 - 1999 |
| JTD 100 | Fiat 182A7-4L | 6 CV              | 1 910 cm3 | 100 ch à 4 000 tr/min | 200 N m à 1 500 tr/min | 11 s         | 182 km/h     | 2000 - 2001 |
| JTD 105 | Fiat 182A7-4L | 6 CV              | 1 910 cm3 | 105 ch à 4 000 tr/min | 200 N m à 1 500 tr/min | 10,6 s       | 185 km/h     | 1998 - 2000 |

### Finitions

#### SX
SX (phase I) +
- Accoudoir central avec bac de rangement
- Autoradio K7 avec 4 haut-parleurs
- Instrumentation sport à cadrans ronds (sauf motorisation 100 16v automatique)
- Miroir de courtoisie conducteur sur pare-soleil
- Planche de bord thermo-gainée souple
- Sièges avant à dossier inclinable, basculants et coulissants, à mémoire
- Rétroviseurs couleur carrosserie
- Soubassements de caisse couleur carrosserie
- ABS Bosch
- Correcteur d'assiette de phares
- Airbag passager
- Airbags latéraux avant (à partir de 2000)

#### ELX
SX +
- Autoradio K7 avec 6 haut-parleurs et pilotage de changeur CD
- Climatisation automatique avec filtre anti-pollen
- Rétroviseurs électriques et dégivrants
- Éclairage temporisé
- Moquette spécifique
- Rhéostat d'éclairage de l'instrumentation de bord
- Sellerie velours
- Vitres arrière électriques
- Volant sport
- Verrouillage centralisé avec télécommande
- Projecteurs antibrouillard
- Airbags latéraux avant (à partir de 2000)
- Jantes alliage (à partir de 2000)

#### Options disponibles
- Kit pour non-fumeur
- Prédisposition téléphone
- Sellerie cuir
- Peinture métallisée
- Toit ouvrant électrique coulissant et entrebaillant avec velum
- Jantes en alliage
- Airbags latéraux avant
- Alarme

#### Séries limitées / spéciales

##### Estivale
- Année : 2000
- Motorisation : 1.2 16v 82 ch, 1.6 16v 103 ch et 1.9 JTD 105 ch
- Équipement : Finition SX + climatisation automatique + 4 airbags (latéraux et frontaux) + vitres arrière électriques (automatique pour le conducteur)

##### Steel
- Année : 2001
- Motorisation : 1.2 16v 82 ch, 1.6 16v 103 ch et 1.9 JTD 100 ch
- Équipement : Finition SX + peinture métallisée + antibrouillards avant + rétroviseurs électriques et couleur carrosserie + radio CD + climatisation automatique

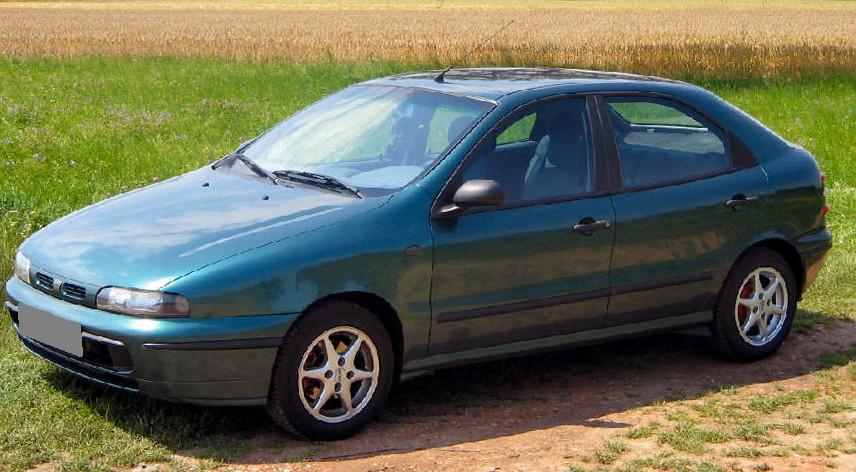
Vue avant
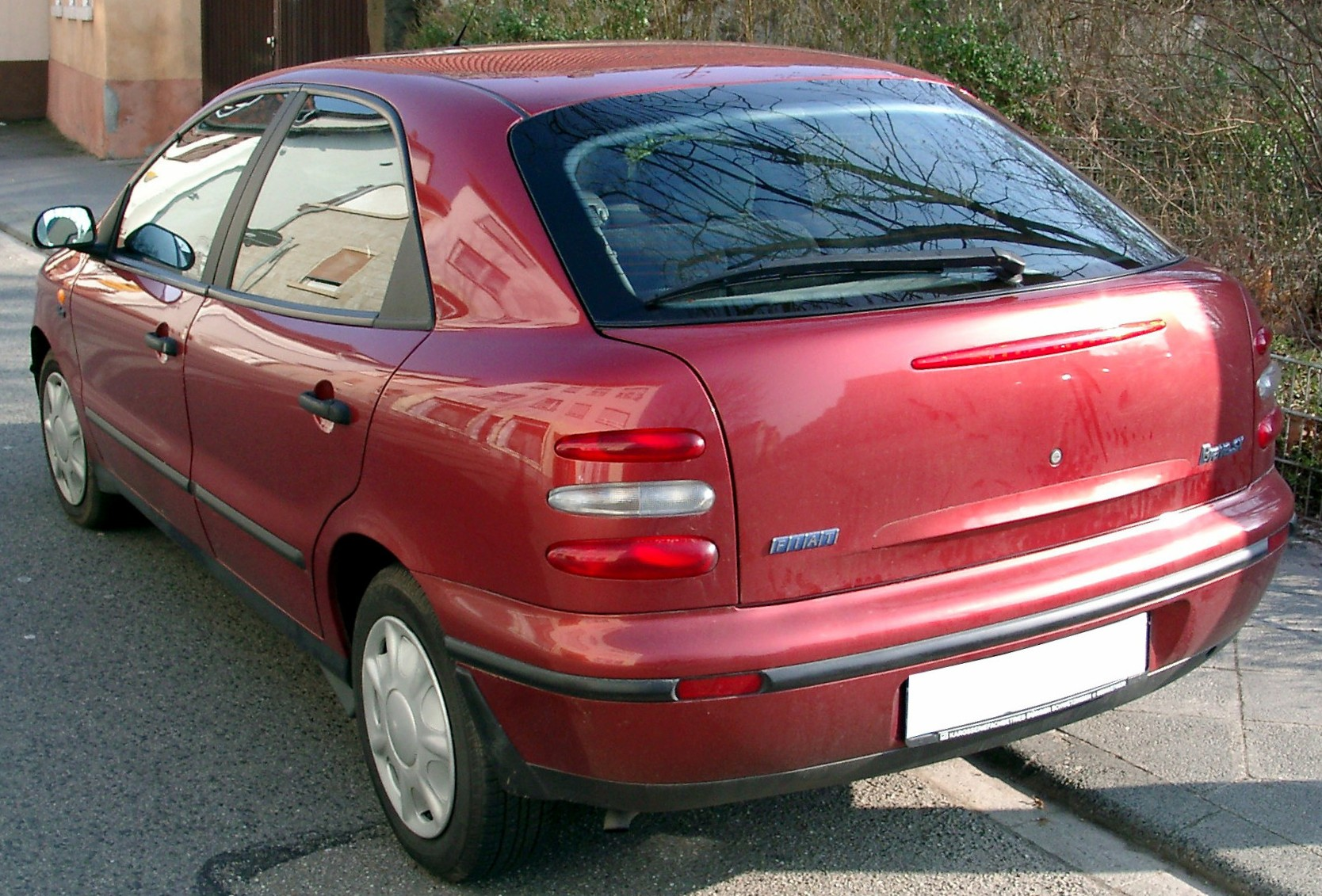
Vue arrière

## La Fiat Brava dans le monde
La Fiat Brava a été produite en Italie, dans l'usine ultra robotisée de Cassino, mais également :
- en Turquie, 4.519 exemplaires ont été assemblés en CKD dans l'usine Fiat Tofas de Bursa entre 1999 et 2002 ,
- au Brésil, 43.011 exemplaires ont été fabriqués dans l'usine géante Fiat Automoveïs de Betim entre 1999 et 2003.